# Лейк-Уилсон (город, Миннесота)
Лейк-Уилсон (англ. Lake Wilson) — город в округе Марри, штат Миннесота, США. На площади 1,3 км² (1,1 км² — суша, 0,2 км² — вода), согласно переписи 2002 года, проживают 270 человек. Плотность населения составляет 251 чел/км².
- Телефонный код города — 507
- Почтовый индекс — 56151
- FIPS-код города — 27-35198[1]
- GNIS-идентификатор — 0646403[2]